# Castrol
Castrol là một thương hiệu dầu nhớt công nghiệp và ô tô toàn cầu của Anh Quốc, cung cấp nhiều loại dầu, mỡ và các sản phẩm tương tự cho hầu hết các ứng dụng bôi trơn.
Tiền thân của Castrol là Công ty dầu Wakefield được Charles Cheers Wakefield thành lập vào năm 1899. Thương hiệu "Castrol" có nguồn gốc sau khi các nhà nghiên cứu thêm dầu thầu dầu (castor oil) vào công thức bôi trơn của họ.
Năm 1966, Castrol được công ty Burmah Oil của Scotland mua lại, được đổi tên thành Burmah-Castrol. Burmah-Castrol sau đó đã được công ty đa quốc gia BP có trụ sở tại London mua lại vào năm 2000.

## Tài trợ

### Đua xe thể thao

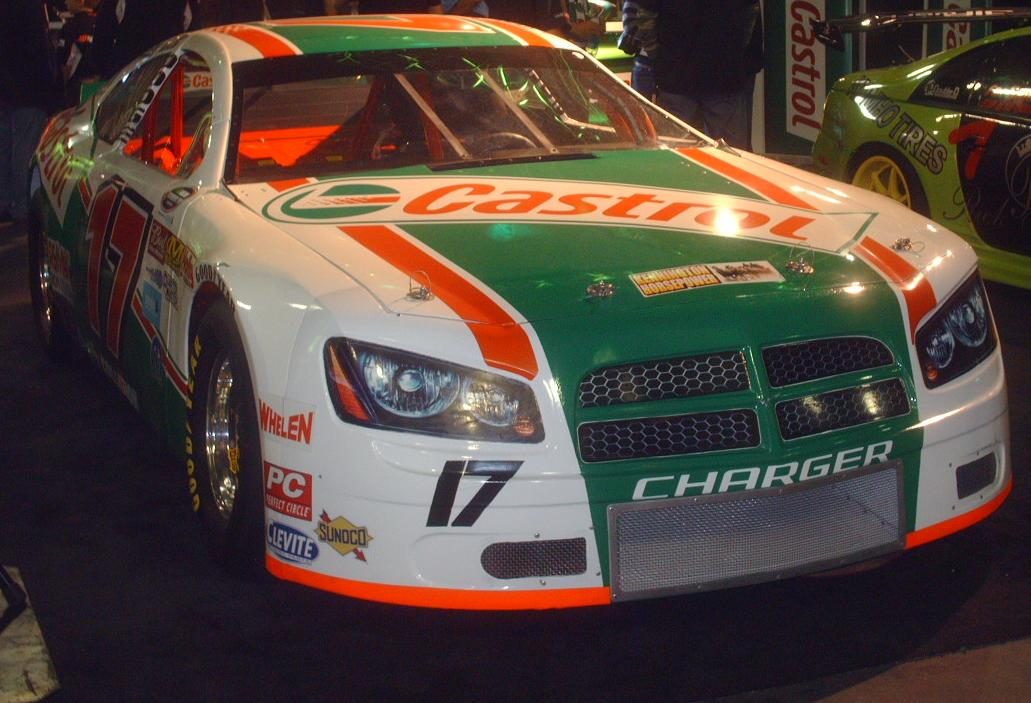
Dodge Charger trong Series của NASCAR được Castrol tài trợ

Thương hiệu này đã tham gia vào Công thức 1 trong nhiều năm, tài trợ cho một số đội, bao gồm McLaren (1979 -1980 và 2017), Williams (1997-2005), Đội Lotus (1992.1993), Brabham (1983., Jaguar (2000-2004), Renault (2017- nay) và Walter Wolf Racing.
Castrol đã đăng ký với Renault F1 để cung cấp nhiên liệu và dầu nhờn cho giải vô địch thế giới F1 2017. McLaren dự kiến sẽ công bố một thỏa thuận tương tự với Castrol trong vài tuần tới. Castrol đã tài trợ cho Đội đua xe đạp thế giới của Ford và M-Sport trong Giải vô địch đua xe thế giới kể từ năm 2003 và đội nhà máy Chip GTassassass Racing Ford GT kể từ năm 2016. Nó cũng đã tài trợ cho các hoạt động của Volkswagen Motorsport tại Dakar Rally và sau đó là World Rally Championship kể từ năm 2005. Các hoạt động của Audi Sport trong các cuộc đua xe và đua xe du lịch đã được Castrol tài trợ, cũng như chương trình Nguyên mẫu Le Mans của nó kể từ năm 2011. BMW Motorsport được Castrol tài trợ từ năm 1999 đến 2014.
Toyota Motorsport GmbH đã nhận tài trợ của Castrol trong World Rally Championship từ năm 1993 đến năm 1998, và Hyundai Motorsport cũng nhận tài trợ từ năm 2000 đến 2002. Ngoài ra, đội ngũ nhà máy của Honda tại World Touring Car Championship nhận tài trợ từ Castrol từ năm 2012. Trong Giải vô địch GT toàn Nhật Bản, Toyota Supra của TOM và sau đó là Mugen Honda NSX đã nhận tài trợ của Castrol.
Ở Bắc Mỹ, Castrol là nhà tài trợ tích cực cho đua xe kéo NHRA. Castrol đã tài trợ cho John Force Racing dưới thương hiệu GTX từ năm 1987 cho đến cuối mùa giải 2014. Ngoài ra, tất cả các tay đua người Mỹ đã có sự tài trợ của Castrol trong CART World Series từ 1996 đến 1999. Vào năm 2014, Castrol đã tài trợ cho đội IndyCar từng giành giải Indy 500, Bryan Herta Autosport, với tân binh người Anh Jack Hawksworth sau tay lái.
Castrol là nhà tài trợ kèm tên của Castrol Raceway, một cơ sở đua xe đua, xe kéo và đua xe mô tô nhiều đường đua ở Edmonton, Alberta, Canada. Castrol là nhà tài trợ của DJ Kennington trong NASCAR Canada Tyre Series và NASCAR Cup Series.